# Le Pont du Nord
Le Pont du Nord is een Franse dramafilm uit 1981 onder regie van Jacques Rivette.

## Verhaal
Marie is pas uit de gevangenis ontslagen. Ze komt in contact met het eenvoudige meisje Baptiste en merkt dat haar vroegere minnaar door gokschulden terecht is gekomen in een geheimzinnig complot. De twee vrouwen trachten een missie uit te voeren en voelen zich overal en door iedereen in de gaten gehouden.

## Rolverdeling
| Acteur                 | Personage |
| ---------------------- | --------- |
| Bulle Ogier            | Marie     |
| Pascale Ogier          | Baptiste  |
| Pierre Clémenti        | Julien    |
| Jean-François Stévenin | Max       |